# Azalais de Porcairagues

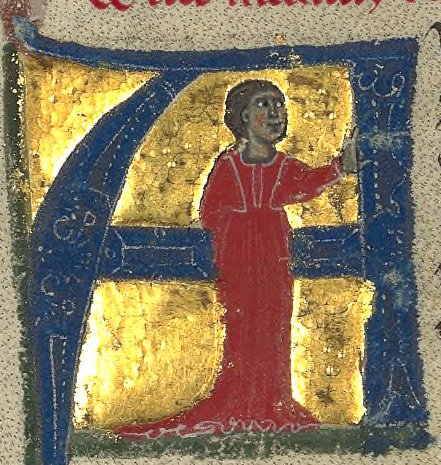
Azalais de Porcairagues.

Azalais de Porcairagues (1095 - 1209) ou Azalaïs ou ainda Alasais de Porcaragues foi Senhora de Roquemartine e uma trovadora que compôs na Língua occitana pelos finais do século XII.

## Relações familiares
Foi filha de Hugues Sacristan II de Porcairagues (1130 -?) e de Galburge de Porcairagues.
Casou com Raimundo Geoffroi de Marselha (1095 – 1155), filho de Hugues-Geoffroi II de Marselha (1150 – 1128) e de Cécile d'Aurons, com quem teve:
1. Barrale de Marselha (? – 1234) Viscondessa de Marselha, casada com Hugues III de Baux (1181 – 1240), Visconde de Marselha, filho de Hugh II de Baux (1150 – 1167), Senhor de Baux e príncipe de Orange e de Tiburge II de Orange.